# Hard to See
Hard to See — песня американской грув-метал группы Five Finger Death Punch. Песня является первым синглом из альбома War Is the Answer и четвёртым синглом из всей дискографии группы. Сингл был выпущен 21 июля 2009 года.
Сингл занял достаточно высокие позиции в чартах: 8 строчка в Hot Mainstream Rock Tracks, 28 позиция в Billboard Rock Songs и сороковая в Alternative Songs. Песня стала первым синглом группы, попавшем в Alternative Songs и прочие чарты.

## О песне
Песня высмеивает тех людей, которые формируют своё мнение исходя из ограниченного объёма информации и слишком сильно привязываются к нему. Гитарист Золтан Батори разъяснил смысл песни: 

Эта песня о на вид неразрешимых разногласиях, которые встречаются везде: в политике, в религии, в отношениях... Конечно, люди строят своё мнение из ограниченного куска информации, но когда они привязываются к нему… они фактически развязывают войны.
Оригинальный текст (англ.)It's about seemingly irresolvable differences. It's valid in just about any setting: politics, religion, relationships… Everything is 'only an opinion' based on limited information, yet people sometimes get attached to their point of views to the extreme… in fact, to the point they would launch wars over them.
— 
Клип к песне был снят 29 августа 2009 года.

## Использование песни
- Песня использовалась в шоу TNA Reaction[англ.].
- Песня является загрузочным треком для игры Rock Band.
- Песня встречается в списке композиций Guitar Hero: Warriors of Rock.
- Песня является саундтреком к игре Major League Baseball 2K11[англ.].

## Список композиций

### CD
| №  | Название      | Длительность |
| -- | ------------- | ------------ |
| 1. | «Hard to See» | 3:30         |

### Грампластинка
| №  | Название      | Длительность |
| -- | ------------- | ------------ |
| 1. | «Hard to See» | 3:30         |
| 2. | «Bulletproof» | 3:16         |

## Персонал
- Айвен Муди — вокал.
- Джексон Хук — соло-гитара, бэк-вокал.
- Золтан Батори — ритм-гитара.
- Мэтт Снелл — бас-гитара, бэк-вокал.
- Джереми Спенсер — ударные.